# Lepokole
Lepokole est une ville du Botswana.